# Zágorec-Csuka Judit
Zágorec-Csuka Judit (Muraszombat, Jugoszlávia, 1967. március 24. –) Jókai-díjas szlovéniai magyar költő, író, műfordító, könyvtáros, magyartanár, biblioterapeuta.

## Élete és munkássága
Dr. Zágorec-Csuka Judit 1967-ben született Muraszombaton Jugoszláviában (ma Szlovénia). 1986-ban fejezte be Lendván a Kétnyelvű Középiskola Pedagógiai Szakirányú Gimnáziumát. 1991-ben Budapesten az Eötvös Loránd Bölcsészettudományi Egyetemen diplomált magyar-könyvtár szakon, ahol 2006-ban doktori (PhD) fokozatot is szerzett könyvtártudományokból. Doktori disszertációjának a címe: A szlovéniai magyar könyvkiadás-, sajtó-és könyvtártörténet 1945-től 2004-ig. Témavezetője dr. Sebestyén György (Széchényi Ferenc-díjas, professzor emeritus), egyetemi tanár volt.
1991–1994 közt Lendván a Népújság, a szlovéniai magyarok hetilapjának az újságírója, 1996-tól 2000-ig magyartanár a Kétnyelvű Középiskolában Lendván.
2006-tól tagja a Muravidéki Magyar Tudományos Társaságnak és a Magyar Tudományos Akadémia külső köztestületének, 2010-től tagja a Muravidéki Akadémiai Tudósok Uniójának.
2007–2009 között Olga Paušič-csal együtt a Lindua multikulturális folyóirat felelős szerkesztője (magyar rész) volt.
2011-től a Maribori Egyetem Fordítástudományi Tanszékén habilitált magyar lektor és óraadó tanár.
2000–2022 között a Lendvai 1. Számú Kétnyelvű Általános Iskola könyvtárostanára volt.
2022-től a Knjižnica – Kulturni center Lendava -  Lendvai Könyvtár és Kulturális Központ közintézet igazgatója.

Mint költő a múlt század 80-es éveitől publikál, eddig 8 önálló verseskötete, egy levél-regénye és egy novelláskötete jelent meg a szépirodalom területéről. A tudomány területén 9 tanulmánykötetet és 3 szakmai monográfiát publikált a szlovéniai magyar nemzetiségi könyvkiadás, könyv- és könyvtártörténet, a muravidéki magyar nyelv és irodalom, valamint a kisebbségkutatás területéről. 2015-ben A magyar–szlovén és szlovén-magyar irodalmi kapcsolatok tükröződése a fordításirodalomban címmel jelent meg a tudományos monográfiája.
Márciusi szélben,
arculcsapott fényben,
megtépetten, de törve nem
Petőfi szellemében leng
a zászlód, még szívedben
dobban egy ágyúdörej,
szégyentelenül pirosban, fehérben
és zöldben vessed meg az ágyad,
hinned kell egy segesvári szélben,
egy nyelvben, egy közös útban,
egy közös múltban, hajszálgyökereidben, őseidben!
Hinned kell, hiszen hited, fiad, anyád ideköt!

/Márciusi szélben/
2015-től tagja a Magyar Írószövetségnek.

2016-ban szerzett a Kaposvári Egyetemen diplomát fejlesztő biblioterápiából. Ennek eredményeképpen jelent meg 2017-ben A szépirodalom önismereti és gyógyító ereje című biblioterápiai tanulmánykötete, majd 2019-ben adta ki a Nyelvi mozaikok a muravidéki magyar nyelvben című tanulmánykötetét, amelyben a muravidéki magyar nyelvről közölt tanulmányokat.

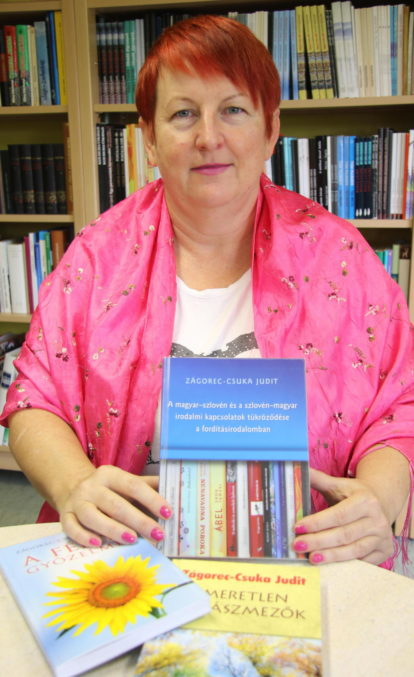
Zágorec-Csuka Judit könyveivel (2015-ben Lendván, a Bánffy Központban)

Versei, prózai művei a Muratájban, Linduában, a Pannon Tükörben, a Zalai Hírlapban, a Hitelben, a Napútban, a Poliszban, a Bárkában, az Esztergom és vidékében, Palócföldben, a Magyar Múzsában, a Dialogiban jelentek és jelennek meg.
»Ha van hűség, akkor talán a gyökereinkhez vezet vissza.«

/A fény győzelme/
Kapcán él családjával, férjével, Zágorec Józseffel és két fiával: Zágorec Ádámmal és Zágorec Dáviddal együtt.

## Fontosabb művei

### Verseskötet
- Viharverten, versek barátaimnak, Lendva, Magyar Nemzetiségi Művelődési Intézet, Top-Print, 1997. ISBN 9616232037
- V ognjenem kresu, verseskötet, szlovén nyelvű fordításkötet, fordította: Marjanca Mihelič, Murska Sobota, Solidarnost, 2001.
- Slepci na zemljevidu, verseskötet, szlovén fordításkötet, fordította: Maria Millas, Murska Sobota, Franc-Franc, 2003. • ISBN 9612190534
- Kiűzve az Édenből, versek, Lendva, Magyar Nemzetiségi Művelődési Intézet, 2003. • ISBN 9616232231
- Kettős hangzat, verseskötet Kardos Ferenc társszerzővel, Zalaegerszeg-Lendva, Magyar Nemzetiségi Művelődési Intézet : Zala Írók Egyesülete, Pannon Tükör sorozat, 2005. • ISBN 9789638583499
- V sebi zate, válogatott szlovén nyelvű mű, vers, próza, esszé. Murska Sobota, Franc-Franc, 2010, Mostovi na meji sorozat, fordító Bence Utroša Gabriella. • ISBN 9789612550257
- Sivatagi szélben, verseskötet, Pilisvörösvár-Kapca, Muravidék Baráti Kör Kulturális Egyesület-Kapcai Helyi Közösség, 2011. • ISBN 9786155026102; ISBN 9786155026119
- Új horizontok, Novi horizonti, Neue Horizonte, válogatott verseskötet, Pilisvörösvár, Muravidék Baráti Kör Kulturális Egyesület, 2013. • ISBN 9786155026249; ISBN 9786155026256
- Ismeretlen vadászmezők, verseskötet, műfordítások, Pilisvörösvár, Muravidék Baráti Kör Kulturális Egyesület, 2015. • ISBN 9786155026744; ISBN 9786155026751
- Enigma, kétnyelvű, szlovén-magyar verseskötet, Lendva, Magyar Nemzetiségi Művelődési Intézet, 2018. • ISBN 9789616232661
- Por és hamu. Versek, gyermekversek és műfordítások; József Attila Művelődési Egyesület, Kapca, 2021. • ISBN 9789610707257
- Ábécés gyermekversek 40 betűre. Lendva: Magyar nemzetiségi Művelődési Intézet, 2023, illusztrálta Orbán Péter. • ISBN 9789616232876

### Levél-regény
- A fény győzelme, levélregény, Pilisvörösvár, Muravidék Baráti Kör Kulturális Egyesület, 2015

### Novelláskötet
- A szív akkumulátora, novellák, Pilisvörösvár, Muravidék Baráti Kör Kulturális Egyesület, 2017

### Hangoskönyv, CD
- Csodafiúszarvas nyomában, versek. Lendva, Magyar Nemzetiségi Művelődési Intézet, 2018 (közreműködtek: Zadravec Szekeres Ilona, Szekeres Anita, Szőke Krisztina, Bači Jasna; gitár Soldat Damir; ének Kološa Tanja.

### Tanulmánykötetek, szakmai monográfiák
- Gábor Zoltán festőművész portréja. Magyar Nemzetiségi Művelődési Intézet, Lendva, 2002
- A Zrínyiek nyomában. Muravidék Baráti Kör Kulturális Egyesület, Pilisvörösvár, 2003
- A szlovéniai magyar könyvillusztrátorok. Galéria–Múzeum, Lendva, 2003
- A szlovéniai magyar könyvkiadás-, sajtó- és könyvtártörténet. Magyar Nemzetiségi Művelődési Intézet, Lendva, 2007
- A családom anyanyelve a muravidéki magyarok identitása tükrében. Muravidék Baráti Kör Kulturális Egyesület, Pilisvörösvár, 2008
- Tragom Zrinskih. Magyar Művészeti és Tudományos Társaság – Muravidék Baráti Kör Kulturális Egyesület, Zágráb, 2009
- A muravidéki magyar könyvek világa, tanulmányok és publicisztikai írások. Pilisvörösvár-Lendva, Muravidék Baráti Kör Kulturális Egyesület − Muravidéki Magyar Tudományos Társaság, 2010
- A szlovéniai magyar nemzetiségi könyvtárak stratégiája és menedzsmentje. Pilisvörösvár – Kapca, Muravidék Baráti Kör Kulturális Egyesület – Kapcai Helyi Közösség, 2012. Szerkesztette: prof. dr. Sebestyén György
- Anyanyelvem szenvedéstörténete. Százak Tanácsa (Oszthatatlan sorozat: Külhoni magyarság sorskérdései), Budapest, 2013
- A magyar–szlovén és a szlovén–magyar irodalmi kapcsolatok tükröződése a fordításirodalomban. Muravidék Baráti Kör Kulturális Egyesület, Pilisvörösvár, 2015
- A szépirodalom önismereti és gyógyító ereje, Muravidék Baráti Kör Kulturális Egyesület, Pilisvörösvár, 2017
- Nyelvi mozaikok a muravidéki magyar nyelvben. Muravidék Baráti Kör Kulturális Egyesület, Pilisvörösvár, 2019
- A Zrínyi-kultusz napjainkban a magyar, horvát és szlovén határsávban; Muravidék Baráti Kör Kulturális Egyesület–Muravidéki Magyar Tudományos Társaság, Pilisvörösvár–MBKKE, 2020

### Műfordításai, szakfordításai
- Štefan Huzjan: Podaj roko svetlobi = Nyújts kezet a fénynek. Lendava, 2003
- Feri Lainšček: Posončnice = Napraforgó-alkonyat = Suncogledice = Sonnenwenden. Murska Sobota, 2005
- A muravidéki és a rábavidéki szlovén irodalom antológiája – fordításkötet, fordította: Zágorec Csuka Judit, a kiadást támogatta: Illyés Közalapítvány és a Nemzeti Kulturális Örökség Minisztériuma, Budapest-Szentgotthárd-Lendva, Szlovén-Magyar Baráti Társaság, 2006
- Občina Šalovci, The Muncipaliti of Šalovci, Šalovci Község – monográfia, magyar nyelvre fordította: Zágorec-Csuka Judit, Murska Sobota: Franc-Franc Kiadó, 2008
- Evgen Car: A gólyák is elpusztulnak (Štrki umirajo), dráma. Pilisvörösvár, Muravidék Baráti Kör Kulturális Egyesület-Dobronak Községi Magyar Önkormányzati Közössége, 2009
- Feri Lainšček: Szerelemsziget (Ločil bom peno od valov). Pilisvörösvár, Muravidék Baráti Kör Kulturális Egyesület, 2022
- Sándor Petőfi: Na Dravi, zbrane pesmi (Petőfi Sándor válogatott versei). Pekel, Zavod Volosov Hram, 2023, társszerző Olga Paušič

### Szerkesztett tanulmánykötetei
- Lét nyelv és nyelv, identitás, irodalom. Lendva. Lendva Községi Magyar Nemzeti Önkormányzati Közösség, 2009 (szerk. Zágorec-Csuka Judit)
- A nemzetiségi könyvtárak Szlovéniában és partnerkapcsolataik az Európai Unió területén/Narodnostne knjižnice v Sloveniji in njihovi partnerski odnosi v Evropski uniji. Muravidéki Magyar Tudományos Társaság/Društvo prekmurskih madžarskih znanstvenikov in raziskovalcev, Lendava/Lendva, 2010, szerk. Zágorec-Csuka Judit, fordította Bence Utroša Gabriella

## Díjai
- Jeney-Király Péter költői-díj (1999)
- Muravidéki Magyar Nemzeti Önkormányzati Közösség, Kulturális Nívódíj (1999)
- Lendva Község, Kulturális Nívódíj (2008)
- Magyar Oktatási és Kulturális Minisztérium, Anyanyelvápolók Szövetsége, pályamű-díjak (2005, 2009, 2010)
- Jókai-díj (2011)
- Balassi Intézet, posztdoktori-ösztöndíj (2010, 2012)
- Magyar Tudományos Akadémia, Domus Hungarica – ösztöndíjak (2008, 2017)
- Egyetemes Kultúra Lovagja cím, Falvak Kultúrájáért Alapítvány, Budapest (2021)[5][6][7][8][9][10][11]